# Siphonodentalium dalli
Siphonodentalium dalli är en blötdjursart som först beskrevs av Henry Augustus Pilsbry och Sharp 1898.  Siphonodentalium dalli ingår i släktet Siphonodentalium och familjen Gadilidae.
Artens utbredningsområde är Södra Ishavet. Inga underarter finns listade i Catalogue of Life.